# Melanitis zitenides
Melanitis zitenides är en fjärilsart som beskrevs av Hans Fruhstorfer 1908. Melanitis zitenides ingår i släktet Melanitis och familjen praktfjärilar. Inga underarter finns listade i Catalogue of Life.